# Antonio De Mare
Antonio De Mare (ur. 11 grudnia 1909, zm. 3 września 1969) – argentyński piłkarz, grający podczas kariery na pozycji obrońcy. 

## Kariera klubowa
Antonio De Mare podczas piłkarskiej kariery występował w Racing Club de Avellaneda, w którym grał w latach 1931-1938. Ogółem w latach 1931-1938 w lidze argentyńskiej rozegrał 142 spotkania, w których zdobył bramkę.

## Kariera reprezentacyjna
W reprezentacji Argentyny Arrieta występował w 1935. W reprezentacji zadebiutował 6 stycznia 1935 w wygranym 4-1 w Mistrzostwach Ameryki Południowej z Chile, na których Argentyna zajęła drugie miejsce. Na turnieju w Peru wystąpił we wszystkich trzech meczach z Chile, Peru i Urugwajem, który był jego ostatnim meczem w reprezentacji. 
| Mecze i gole w reprezentacji | Mecze i gole w reprezentacji | Mecze i gole w reprezentacji | Mecze i gole w reprezentacji | Mecze i gole w reprezentacji | Mecze i gole w reprezentacji | Mecze i gole w reprezentacji |
| #                            | Data                         | Miasto                       | Przeciwnik                   | Gol                          | Wynik                        | Rozgrywki                    |
| ---------------------------- | ---------------------------- | ---------------------------- | ---------------------------- | ---------------------------- | ---------------------------- | ---------------------------- |
| 3.                           | 06.01.1935                   | Lima                         | Chile                        |                              | 4:1                          | Copa América                 |
| 4.                           | 20.01.1935                   | Lima                         | Peru                         |                              | 4:1                          | Copa América                 |
| 5.                           | 27.01.1935                   | Lima                         | Urugwaj                      |                              | 0:3                          | Copa América                 |